# Casa de los Ovando

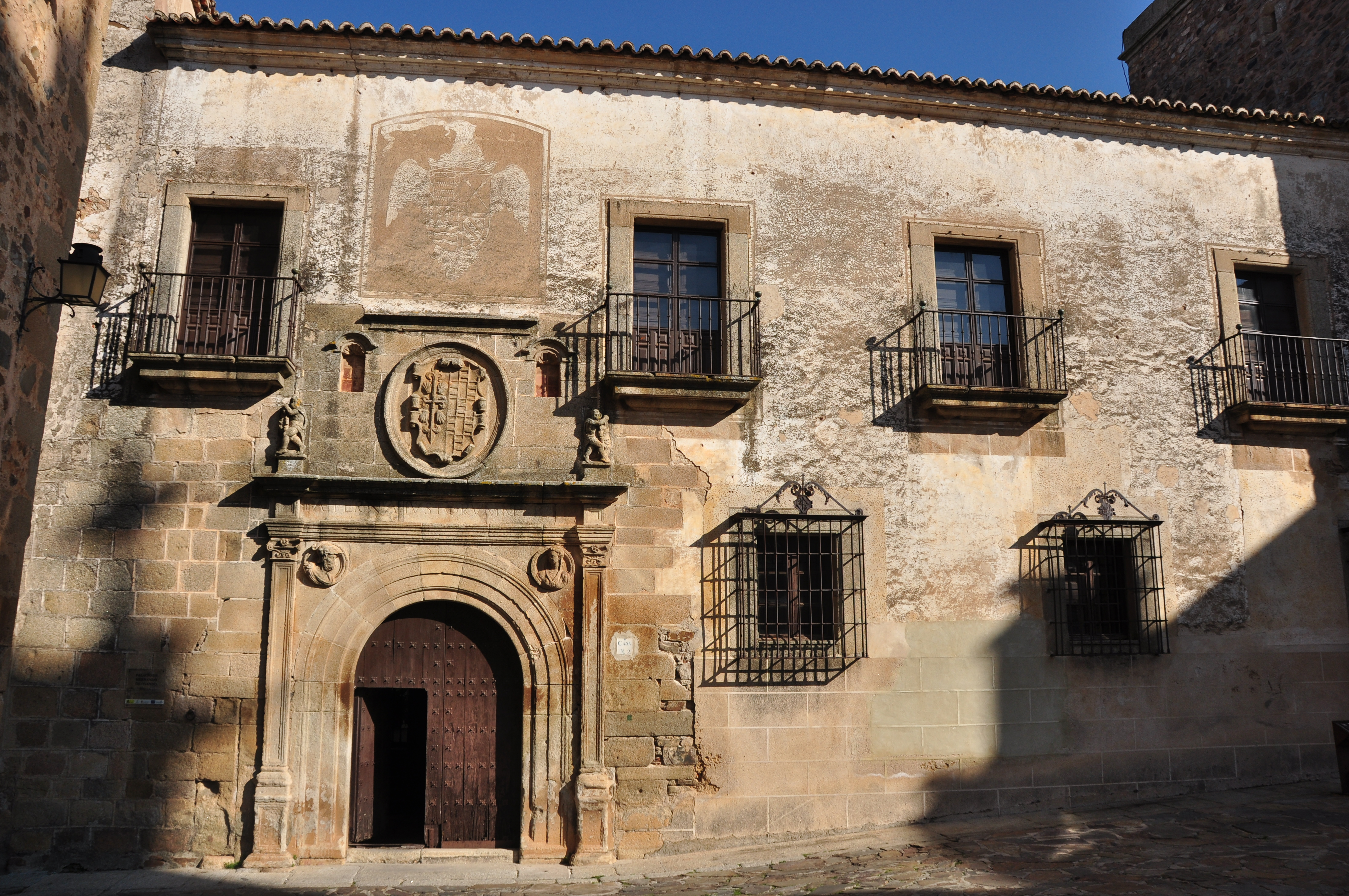
Puerta de entrada al palacio.

La Casa de los Ovando o Palacio de Ovando es un edificio de estilo renacentista situado en el recinto monumental de la ciudad de Cáceres (Extremadura, España).
La forma que puede observarse hoy en día corresponde a las obras que se llevaron a cabo durante el año 1519 y a la posterior reforma que se realizó durante el siglo XVIII. El palacio se construyó sobre otra edificación anterior que previamente había ocupado su lugar cuyas obras se iniciaron en el siglo XV y fueron detenidas por orden de los Reyes Católicos en 1480. Restos de la torre original todavía pueden apreciarse como parte de la actual fachada.

## Conservación y Protección
El edificio se encuentra protegido por la legislación española que ordena su conservación, en concreto la bajo la Declaración genérica del Decreto de 22 de abril de 1949, así como bajo la Ley 16/1985 sobre el Patrimonio Histórico Español.